# Suriname-i dollár
A suriname-i dollár Suriname hivatalos pénzneme 2004. január 1. óta, felváltva az addig használt suriname-i guldent.

## Története
Bevezetésekor 1000 guldent 1 dollárra váltottak. Csak az érmék kerültek időben forgalomba, a bankjegyek – technikai okok miatt – csak február közepén érkeztek meg a kanadai nyomdából. Az áttérés megkönnyítésére a korábban használt (a gulden századrészét érő) cent érméket, illetve az 1 és 2½ guldenes államjegyeket névértéken, azaz dollárcentként és dollárként hozták ismét forgalomba, így az addig például fél guldent érő érmék az áttéréskor már fél dollárt (azaz 500 guldent) értek.

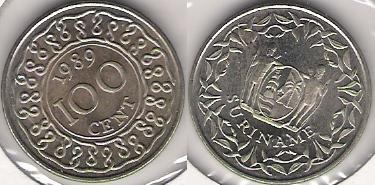
A 100 centes érme

## Bankjegyek

### 2009-es sorozat
2009-ben új bankjegysorozatot bocsátottak ki. Május 1-jén bocsátották ki a 10 dolláros bankjegyet. 2010. november 22-én adták ki a 20 és 50 dolláros bankjegyet, december 20-án pedig az 5 és a 100 dolláros bankjegyet.
| Névérték   | Méret       | Szín                      | Leírás                            | Leírás                                             | Dátumok   | Dátumok            | Dátumok     |
| Névérték   | Méret       | Szín                      | Előoldal                          | Hátoldal                                           | nyomtatás | kibocsátás         | visszavonás |
| ---------- | ----------- | ------------------------- | --------------------------------- | -------------------------------------------------- | --------- | ------------------ | ----------- |
| 5 dollár   | 140 x 70 mm | narancssárga, zöld, barna | Central Bank van Suriname épülete | kókuszpálmák Gran-Rió mellett Sulában, bank logója | 2010      | 2010. december 20. | forgalomban |
| 10 dollár  | 140 x 70 mm | sárga                     | Central Bank van Suriname épülete | ?                                                  | 2010      | 2009. május 1.     | forgalomban |
| 20 dollár  | 140 x 70 mm | kék és ibolya             | Central Bank van Suriname épülete | vörös mangrove fák, bank logója                    | 2010      | 2010. november 22. | forgalomban |
| 50 dollár  | 140 x 70 mm | barna és zöld             | Central Bank van Suriname épülete | gyapotfa, bank logója                              | 2010      | 2010. november 22. | forgalomban |
| 100 dollár | 140 x 70 mm | barna, vörös és zöld      | Central Bank van Suriname épülete | pterocarpus officinalis fák, Marowijne-folyó       | 2010      | 2010. december 20. | forgalomban |

## Emlékbankjegyek
2012-ben adták ki az 50 dolláros emlékbankjegyet.
| Névérték  | Méret       | Szín | Leírás                                                          | Leírás                             | Dátumok   | Dátumok          | Megjegyzés                                   |
| Névérték  | Méret       | Szín | Előoldal                                                        | Hátoldal                           | nyomtatás | kibocsátás       | Megjegyzés                                   |
| --------- | ----------- | ---- | --------------------------------------------------------------- | ---------------------------------- | --------- | ---------------- | -------------------------------------------- |
| 50 dollár | 140 x 70 mm | zöld | Central Bank van Suriname épülete, 55 Jaar, bougainvillea virág | egy előadás öltönyös férfiak előtt | 2012      | 2012. április 1. | a központi bank alapításának 55. évfordulója |

## Külső hivatkozások
- bankjegyek képei